# Memecylon randerianum
Memecylon randerianum är en tvåhjärtbladig växtart som beskrevs av Sarah M. Almeida och Marselein Rusario Almeida. Memecylon randerianum ingår i släktet Memecylon och familjen Melastomataceae. Inga underarter finns listade i Catalogue of Life.